# 235
Évszázadok: 2. század – 3. század – 4. század
Évtizedek: 180-as évek – 190-es évek – 200-as évek – 210-es évek – 220-as évek – 230-as évek – 240-es évek – 250-es évek – 260-as évek – 270-es évek – 280-as évek
Évek: 230 – 231 – 232 – 233 –  234 – 235 – 236 – 237 – 238 – 239 – 240

## Események

### Római Birodalom
- Cnaeus Claudius Severust és Lucius Tiberius Claudius Quintianust választják consulnak.
- A Legio XXII Primigenia katonái fellázadnak Moguntiacumban és meggyilkolják Severus Alexander császárt és anyját, Iulia Mamaeát. A katonák a Legio IV Italica parancsnokát, az egyszerű származású Maximinus Thraxot kiáltják ki császárrá. Miután a praetoriánus gárda is mellé állt, a szenátus vonakodva, de elfogadja a választást.
- A birodalom közel ötven évre, 284-ig válságba jut, katonacsászárok váltják egymást; polgárháborúk, barbár betörések, politikai instabilitás, gazdasági válság jellemzi ezt az időszakot.
- Maximinus kivégezteti Severus Alexander közeli tanácsadóit. Két összeesküvés is szerveződik a meggyilkolására: egy Magnus nevű szenátor a Rajna hídját akarta lerombolni, miután a császár átkelt a folyón, hogy kiszolgáltassa őt a germánoknak; valamint mezopotámiai íjászok Titus Quartinust volt tartományi kormányzót akarják megválasztani Maximinus meggyilkolása után. Mindkét terv lelepleződik, vezetőiket kivégzik.
- Maximinus császár átkel a Rajnán és legyőzi az alemannokat, akik korábban betörtek a birodalom területére.[1]
- Severus Alexander toleráns valláspolitikája után Maximinus ismét üldözni kezdi a keresztényeket. Pontianust, Róma püspökét, valamint Hippolytus ellenpápát is letartóztatják és bányába küldik. Pontianus lemond és nem sokkal később meghal. Utóda Anterus.

## Születések
- Szun Hsziu, Vu állam császára

## Halálozások
- március 18. – Severus Alexander, római császár 
  - Iulia Avita Mamaea, Severus Alexander anyja
- Pontianus pápa
- Hippolytus ellenpápa
- Cassius Dio, görög történetíró

## Fordítás
- Ez a szócikk részben vagy egészben  a(z)   235 című angol Wikipédia-szócikk ezen változatának fordításán alapul.  Az eredeti cikk szerkesztőit annak laptörténete sorolja fel. Ez a jelzés csupán a megfogalmazás eredetét és a szerzői jogokat jelzi, nem szolgál a cikkben szereplő információk forrásmegjelöléseként.